# Platycnemis acutipennis
Platycnemis acutipennis är en trollsländeart som beskrevs av Selys 1841. Platycnemis acutipennis ingår i släktet Platycnemis och familjen flodflicksländor. IUCN kategoriserar arten globalt som livskraftig. Inga underarter finns listade i Catalogue of Life.

## Bildgalleri

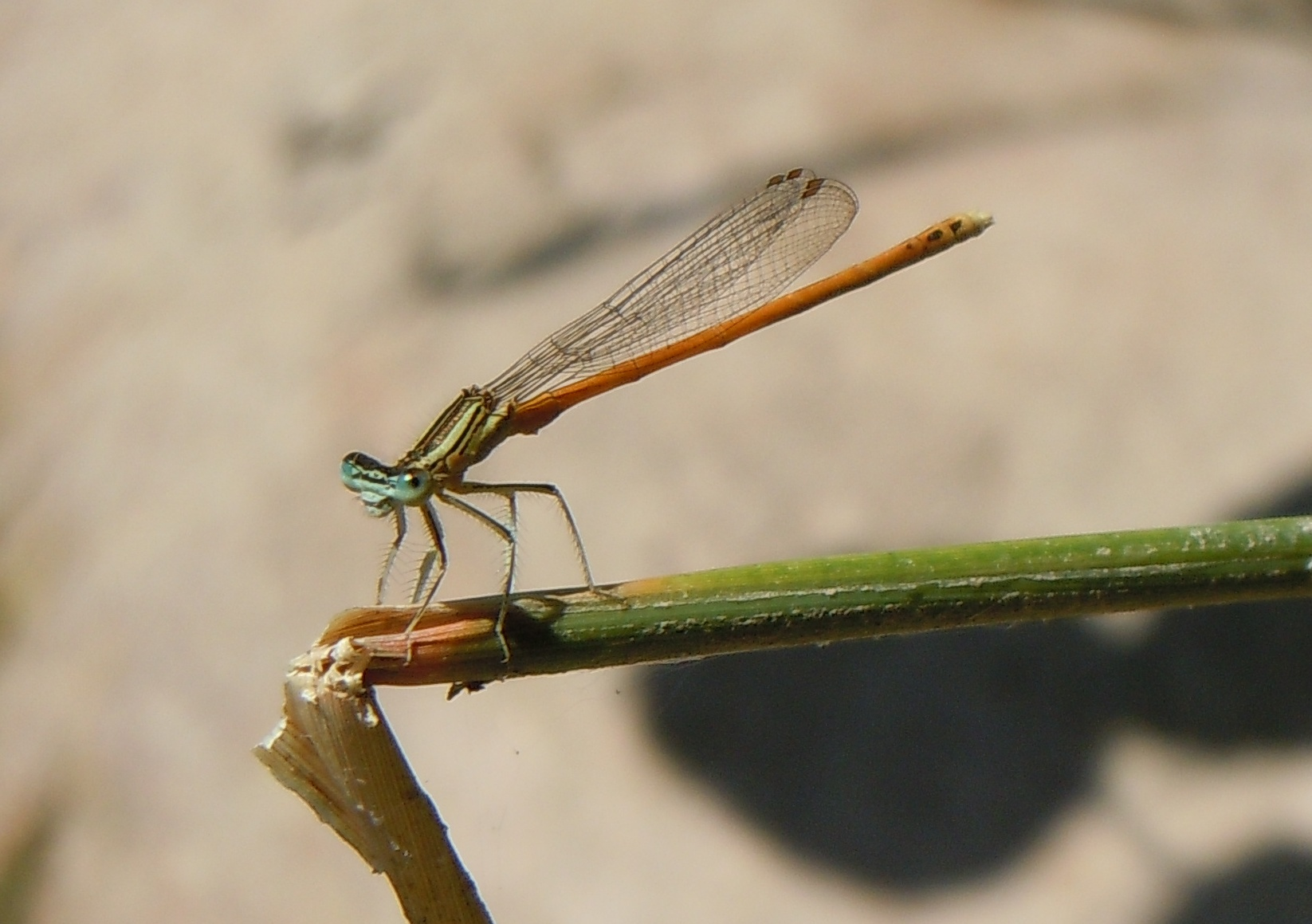